# Alfred Sharpe

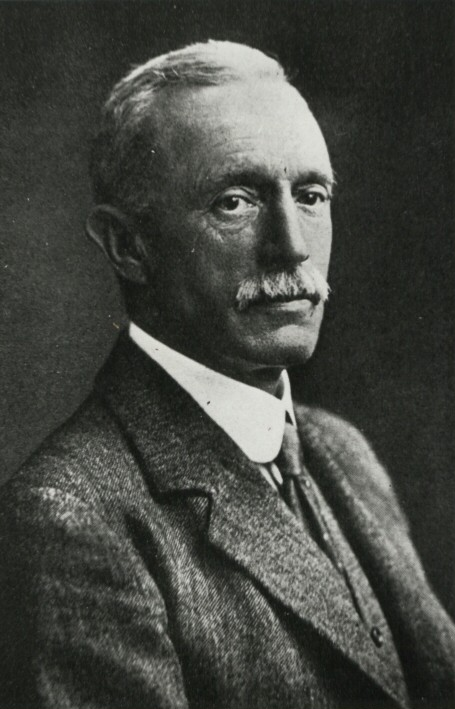
Alfred Sharpe

Sir Alfred Sharpe (* 19. Mai 1853 in Lancaster, Lancashire, England; † 10. Dezember 1935 in London) war ein britischer Afrikaforscher und Kolonialadministrator.

## Biografie
Sharpe begab sich Mitte der 1880er Jahre nach Afrika zur Jagd auf Elefanten, um mit dem Elfenbein Handel zu treiben. Nach seiner Ankunft im Shire-Hochland im Nyassaland, dem heutigen Malawi, geriet er jedoch in Streitigkeiten mit arabischen Sklavenhändlern.
1889 wurden ihm von dem Afrikaforscher Henry Hamilton Johnston bei dessen Besuch im Nyassaland Anweisungen der britischen Regierung sowie von Cecil Rhodes überbracht, da die britischen Siedlungen nicht mehr nur Sklavenhändler, sondern auch durch andere Kolonialmächte bedroht würden. An Sharpe fiel daher zum einen die Aufgabe, die Ureinwohner westlich vom Nyassasee auf die Seite der Briten zu ziehen. Zum anderen gelang es ihm große Teil des nördlichen Rhodesien in vertragliche Beziehungen mit der Britischen Südafrika-Gesellschaft einzubinden. Darüber hinaus war er auch erfolgreich mit der Eingliederung von Teilen Katangas in das britische Kolonialreich.
In der Folgezeit kam es jedoch zu langen Kämpfen mit mehreren Stämmen, die jedoch letztlich durch einen Friedensvertrag beendet wurden. Sharpe wurde dabei zu einer maßgeblichen Person bei der Beendigung der Sklaverei in diesem Teil Zentralafrikas.
Zwischen 1889 und 1895 erforschte und kartografierte er den Mwerusee, den nördlichen Teil von Sambia sowie Katanga.
1891 erfolgte zunächst seine Ernennung zum ersten Vizekonsul und dann 1896 zum Kommissionär (Commissioner) des neuen britischen Protektorats Nyassaland, deren Gouverneur er schließlich am 1. Mai 1908 wurde. Für seine Verdienste wurde er 1903 zum Knight Commander des Order of St Michael and St George geschlagen. 1910 schied er aus dem britischen Kolonialdienst aus.
Zuletzt erforschte er 1919 Teile des Binnenlandes von Liberia.

## Werke
- Alfred Sharpe: The Backbone of Africa: A Record of Travel During the Great War, with Some Suggestions for Administrative Reform. Witherby, London 1921, LCCN 21-018397.